# Kanton Portet-sur-Garonne
Portet-sur-Garonne is een kanton van het Franse departement Haute-Garonne. Het kanton maakt deel uit van het arrondissement Muret.

## Gemeenten
Het kanton Portet-sur-Garonne omvatte tot 2014 de volgende 10 gemeenten:
- Eaunes
- Labarthe-sur-Lèze
- Lagardelle-sur-Lèze
- Pinsaguel
- Pins-Justaret
- Portet-sur-Garonne (hoofdplaats)
- Roques
- Roquettes
- Saubens
- Villate

Bij de herindeling van de kantons door het decreet van 13 februari 2014, met uitwerking op 22 maart 2015, werden daar volgende gemeenten uit het kanton Auterive aan toegevoegd : 
- Venerque
- Vernet